# Béla Horovitz
Béla Horovitz (* 18. April 1898 in Budapest, Österreich-Ungarn; † 8. März 1955 in New York City) war ein ungarischer Verleger, der in Österreich und Großbritannien tätig war.

## Leben
Béla Horovitz war ein Sohn des Joseph Horovitz und der Dora Hayden. Er besuchte das Sophiengymnasium in Wien und wurde Soldat im Ersten Weltkrieg. Er studierte Rechtswissenschaften und wurde 1922 an der Universität Wien promoviert. Horovitz heiratete Lotte Beller, sie hatten drei Kinder, die Tochter Elly Miller (1928–2020) wurde ebenfalls Verlegerin.
Er wurde Mitbegründer des Phaidon-Verlages und des Strom-Verlages im Wien der Zwischenkriegszeit. Er positionierte sich erfolgreich als Herausgeber schön gestalteter, aber preisgünstiger Ausgaben bereits tantiemenfreier Autoren und als Partner populärer zeitgenössischer Schriftsteller (so edierte er mehrere Bücher von Klabund und führte eine umfangreiche Korrespondenz mit Joseph Roth, der ihm allerdings seine kommerziell bedingte übergroße Vorsicht gegenüber dem NS-Regime übelnahm). Sein Versuch, über den Strom-Verlag moderne Romane in Zeitschriftenform besonders preisgünstig herauszugeben, scheiterte an rechtlichen Hindernissen. Durch den rechtzeitigen Verkauf des Phaidon-Verlages an Allen & Unwin (London) gelang es Horovitz 1938, dessen „Arisierung“ zu vermeiden. Der erfolgreichste Titel, den Horovitz in England produzierte, war The Story of Art von Ernst Gombrich. (Das Buch, eine schon in Wien in Auftrag gegebene Kunstgeschichte für junge Leute, erreichte seit 1950 eine Gesamtauflage von über sieben Millionen und Übersetzungen in 30 Sprachen). In Großbritannien wurde die Phaidon Press so zu einem der führenden Kunstbuchverlage. Horovitz erlitt auf einer Amerikareise einen Herzinfarkt und verstarb in New York.